# فيل إيدن
فيل إيدن (بالإنجليزية: Phil Eden)‏ هو لاعب دوري الرغبي بريطاني، ولد في 13 ديسمبر 1963.